# Cage to Rattle
Cage to Rattle è il quinto album in studio del gruppo musicale statunitense Daughtry, pubblicato il 27 luglio 2018.

## Tracce
1. Just Found Heaven – 4:14
2. Backbone – 3:01
3. Deep End – 3:51
4. As You Are – 3:45
5. Death of Me – 3:35
6. Bad Habits – 3:30
7. Back in Time – 4:12
8. Gravity – 3:47
9. Stuff of Legends – 3:50
10. White Flag – 4:52

Tracce bonus edizione Walmart
1. Just Found Heaven (live) – 4:52
2. Back in Time (live) – 4:21
3. Home (live) – 5:12